# Prvenstvo Jugoslavije u ragbiju 1972.
Prvenstvo Jugoslavije u ragbiju za sezonu 1971./72. je treći put za redom osvojila momčad Nada iz Splita.

## A liga
| poz. | klub                  | ut. | pob. | rem. | por. | poeni   | bod.    |
| ---- | --------------------- | --- | ---- | ---- | ---- | ------- | ------- |
| 1.   | Nada Split            | 10  | 8    | 0    | 2    | 221:96  | 26      |
| 2.   | Mladost Zagreb        | 10  | 6    | 0    | 4    | 113:107 | 22      |
| 3.   | Brodarac Beograd      | 10  | 6    | 1    | 3    | 180:129 | 19 (-4) |
| 4.   | Dinamo Pančevo        | 10  | 4    | 0    | 6    | 292:106 | 18      |
| 5.   | Zagreb                | 10  | 4    | 0    | 6    | 142:137 | 18      |
| 6.   | Energoinvest Makarska | 10  | 1    | 1    | 8    | 79:362  | 13      |

## B liga
| poz. | klub              | ut. | pob. | rem. | por. | poeni   | bod.    |
| ---- | ----------------- | --- | ---- | ---- | ---- | ------- | ------- |
| 1.   | Ljubljana         | 12  | 11   | 0    | 1    | 371:44  | 34      |
| 2.   | Metka Klanjec     | 12  | 9    | 0    | 3    | 164:84  | 30      |
| 3.   | Lokomotiva Zagreb | 12  | 4    | 0    | 8    | 164:169 | 19 (-1) |
| 4.   | Student Sisak     | 12  | 0    | 0    | 12   | 33:435  | 7 (-5)  |